# فتح أباد (حومة بم)
فتح أباد (بالفارسية: فتح‌آباد) هي قرية تقع في إيران في منطقة مركزية ريفية.